# Vattenfall Contemporary
Der Vattenfall Contemporary (bis 2009 Kunstpreis Energie) ist ein Kunstpreis und wird vom Energieunternehmen Vattenfall Europe vergeben.

## Geschichte
Der "Vattenfall Contemporary" wurde 2010 erstmals von Vattenfall Europe in Kooperation mit der Berlinischen Galerie an den Medienkünstler Julian Rosefeldt vergeben. Diese Auszeichnung steht in der Tradition des Kunstpreis Energie, der 1992 vom Vorgängerunternehmen VEAG ins Leben gerufen wurde. Dieser Kunstpreis wurde bis 2009 an förderungswürdige Künstler vergeben, welche ihren Lebens- und Schaffensmittelpunkt in Ostdeutschland haben. Die achtköpfige Jury unter dem Vorsitz von Jörn Merkert, Direktor der Berlinischen Galerie, setzte sich aus Kunstsachverständigen aus den neuen Bundesländern, sowie dem Kunstpreisträger des Vorjahres zusammen. Von 2005 bis 2008 wurde der Preis durch Vattenfall Europe Mining & Generation in Cottbus vergeben.
2009 – genau 20 Jahre nach der Wiedervereinigung – wurde der Kunstpreis neu konzipiert und in Vattenfall Contemporary umbenannt. Die Beschränkung auf eine Förderung junger Künstler aus den neuen Bundesländern wurde aufgehoben. Die Auszeichnung "Vattenfall Contemporary" wird nun national und international anerkannten Künstlern und Künstlerinnen verliehen, die in Berlin leben und arbeiten. Ausschlusskriterien wie Nationalität oder Alter gibt es explizit nicht. Darüber hinaus hat sich Berlin in den letzten Jahren neben London und New York zu einem der wichtigsten Zentren für zeitgenössische Kunst etabliert, weswegen der Preis ab 2010 in Berlin verliehen wird. Ebenso wurde mit der Neuausrichtung des Preises die Begrenzung auf die Medien Malerei und Zeichnung aufgehoben und zukünftig auch für Medienkunst, Performance und Skulptur verliehen.
Jedes Jurymitglied darf 1 bis 2 Kandidaten für den "Vattenfall Contemporary" vorschlagen. Eine Bewerbung für den Preis ist nicht möglich.
Der Preis umfasst neben einer Einzelausstellung in der Berlinischen Galerie, die Produktion eines Kataloges, eine feierliche Ausstellungseröffnung mit Preisverleihung sowie den Ankauf einer Arbeit durch die Vattenfall Europe AG.
Die Jury setzt sich für den Vattenfall Contemporary 2012 wie folgt zusammen:
Magnus af Petersen, (Head of Exhibitions and Collections, Moderna Museet, Stockholm),
Angela Bulloch (Preisträgerin Vattenfall Contemporary 2011),
Udo Bekker (Vattenfall Personalvorstand),
Hanna Marie Bruhn (Managerin Corporate Art – Sammlung Vattenfall),
Thomas Köhler (Direktor der Berlinischen Galerie),
Heinz Stahlhut (Leiter Sammlung Bildende Kunst, Berlinische Galerie)

## Preisträger
- 1992: Roland Nicolaus (Berlin)
- 1993: Walter Sachs (Weimar)
- 1994: Petra Albrecht (Weimar)
- 1995: Frank Tornow (Berlin)
- 1996: Frank Nitsche (Görlitz)
- 1997: Sabine Herrmann (Berlin)
- 1998: Edgar Knobloch (Leipzig)
- 1999: Rosa Loy (Leipzig)
- 2000: nicht vergeben
- 2001: Jörn Grothkopp (Berlin)
- 2002: Reinhard Stangl (Berlin)
- 2003: Thoralf Knobloch (Dresden)
- 2004: Sven Ochsenreither (Zölkow)
- 2005: Sebastian Gerstengarbe (Halle)
- 2006: Markus Draper (Görlitz)
- 2007: Ronald de Bloeme (Berlin)
- 2008: Gregor Hildebrandt (Bad Homburg)
- 2010: Julian Rosefeldt (Berlin)
- 2011: Angela Bulloch, Berlin und London
- 2012: Michael Sailstorfer
- 2013: Katja Strunz, Berlin